# كولن ستيوارت (لاعب هوكي الجليد)
كولن ستيوارت (بالإنجليزية: Colin Stuart)‏ هو لاعب هوكي الجليد أمريكي، ولد في 8 يوليو 1982 في روشستر في الولايات المتحدة.

## وصلات خارجية
- كولن ستيوارت على موقع دوري الهوكي الوطني (الإنجليزية)
- كولن ستيوارت على موقع EliteProspects.com (الإنجليزية)
- كولن ستيوارت على موقع Eurohockey.com (الإنجليزية)
- كولن ستيوارت على موقع HockeyDB.com (الإنجليزية)
- كولن ستيوارت على موقع Hockey-Reference.com (الإنجليزية)